# Roger de Pitres
Roger de Pitres también Roger de Pistri (c. 1035-1083) fue un noble caballero anglonormando de ascendencia desconocida, señor de Pîtres, en Pont-de-l'Arche, Normandía. Participó en la conquista normanda de Inglaterra, como vasallo de Guillermo FitzOsbern, siguiendo a Guillermo el Conquistador.
Fue sheriff de Gloucester (1071) y condestable del castillo de Gloucester. Tras la muerte de su señor feudal, su actividad estuvo más ligada y cercana a la corona de Inglaterra.
Su hermano Durand de Gloucester (m. 1096) lo sucedió como sheriff en 1083. Tanto Roger de Pitres como su hermano Durand fueron enterrados en la abadía de San Pedro en Gloucester.

## Herencia
Se casó con una dama llamada Adeliza, de ascendencia desconocida, con quien tuvo dos hijos:
- Walter de Gloucester, sucedió a su padre;[1]
- Herbert de Pitres, de quien se sabe poco, salvo que falleció antes que su hermano Walter;[1]
- Una hija que se casó con Norman Fitz Guillaume De la Mare.